# Шестижаберные акулы
Шестижаберные акулы, или шестижаберники (лат. Hexanchus) — род хрящевых рыб семейства многожаберных акул. Это глубоководные акулы, обитающие на глубине до 760 м на абиссальной равнине. Питаются падалью. Максимальная зафиксированная длина 5 м. Имеют среднее коммерческое значение.

## Описание
У шестижаберных акул заострённая морда, 6 пар жаберных щелей, нижние зубы напоминают гребёнку, верхние зубы заострённые с латеральными зазубринами, окрас ровный, без отметин.

## Виды
- Hexanchus griseus Bonnaterre, 1788 — Шестижаберная акула, или серая шестижаберная акула, или шестижаберник, или серый шестижаберник
- Hexanchus nakamurai Teng, 1962 — Большеглазая шестижаберная акула

### Вымершие виды
- † Hexanchus arzoensis Debeaumont, 1960
- † Hexanchus agassizi
- † Hexanchus collinsonae Ward, 1979
- † Hexanchus gracilis Davis, 1887
- † Hexanchus hookeri Ward, 1979
- † Hexanchus microdon «agassizii» Agassiz, 1843